# Macaranga cuneifolia
Macaranga cuneifolia là một loài thực vật có hoa trong họ Đại kích. Loài này được (Rchb.f. & Zoll.) Müll.Arg. mô tả khoa học đầu tiên năm 1866.